# Orzechowo (gmina Olsztynek)
Orzechowo (niem. Nusstal) – wieś w Polsce, położona w województwie warmińsko-mazurskim, w powiecie olsztyńskim, w gminie Olsztynek. 

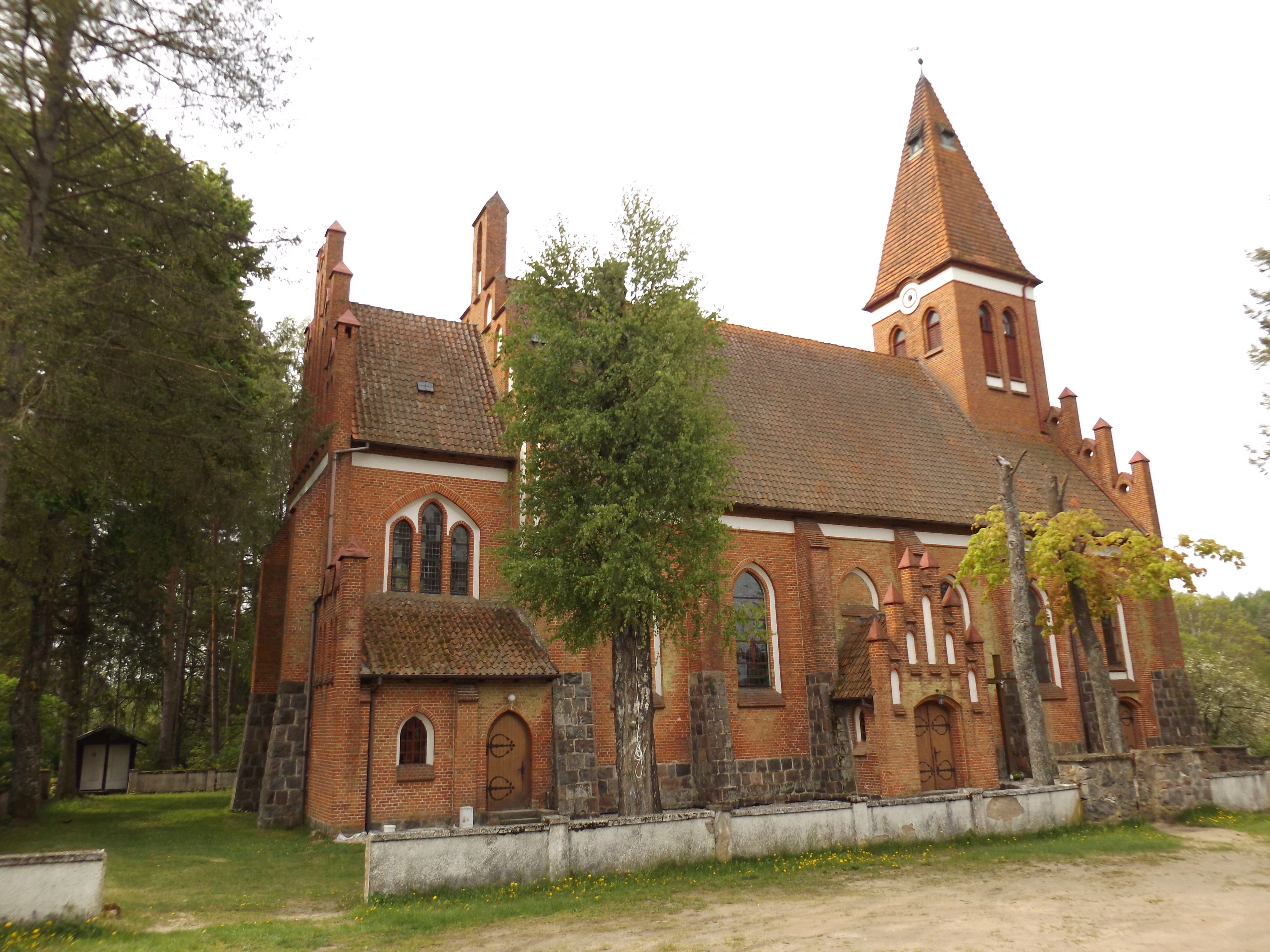
Kościół pw. św. Jana Chrzciciela

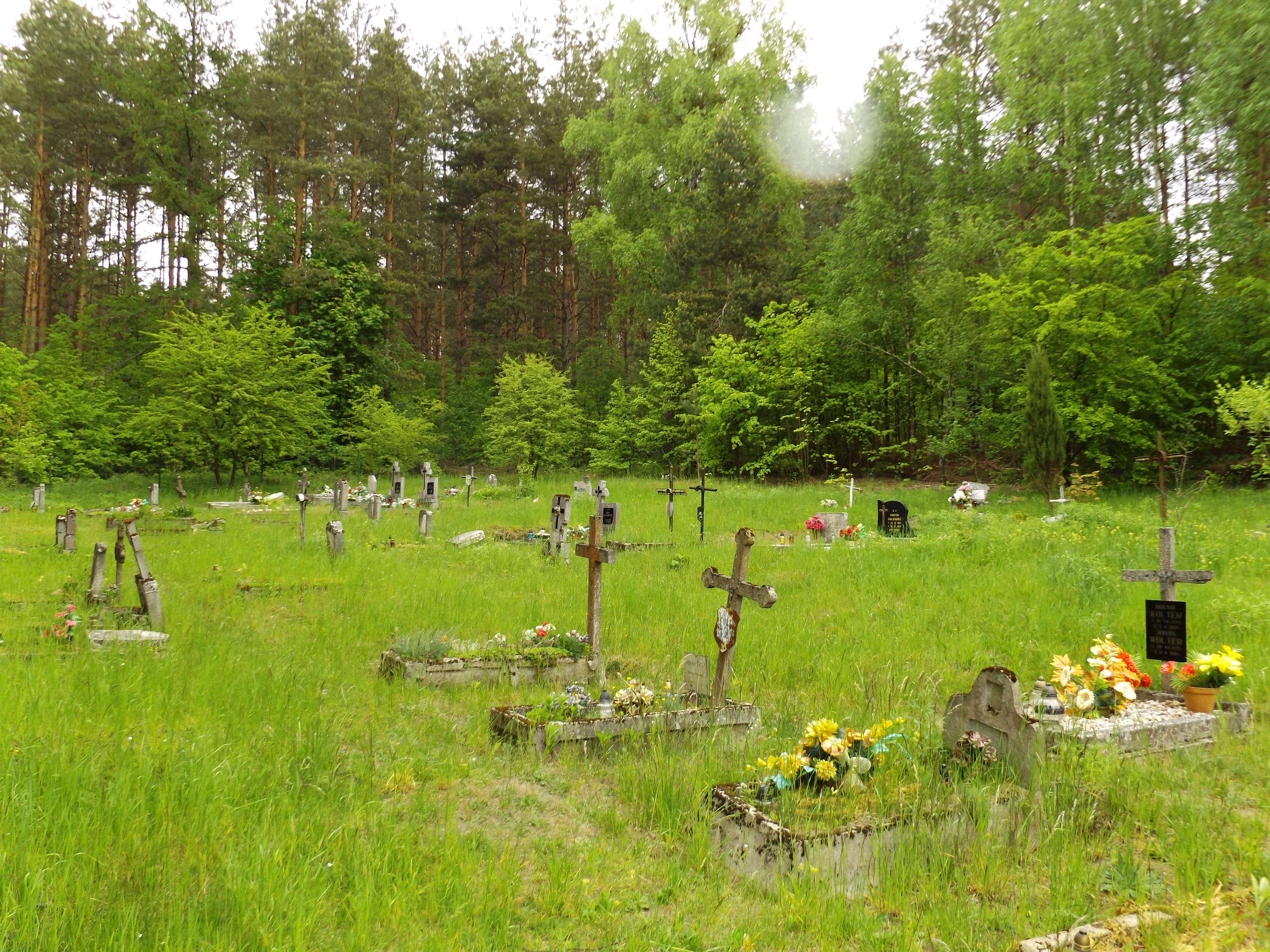
Stary cmentarz

W latach 1975–1998 wieś należała administracyjnie do województwa olsztyńskiego. Wieś znajduje się w historycznym regionie Warmia.
Wieś leży na uboczu, w odległości 2 km od Swaderek, na wielkiej polanie otoczonej bagnami i lasami. Obecnie mieszkają tu 4 osoby (leśniczy z rodziną). W okolicy znajdują się tereny łowieckie. Wiodącą funkcją wsi jest turystyka. Ochronie podlega układ wsi z pozostałościami zabudowy wiejskiej z kościołem i cmentarzem. Przez Orzechowo wiodą szlaki turystyczne rowerowe: szlak czerwony (długości 27 km) oraz żółty (20 km). W Orzechowie nadleśnictwo Nowe Ramuki wyremontowało dawną szkołę, przeznaczając ją na leśniczówkę. Budynek sąsiadujący z leśniczówką należy również do nadleśnictwa i zamieszkiwany jest przez podleśniczego. Kościół pw. św. Jana Chrzciciela w Orzechowie, uważany jest za jeden z najpiękniejszych na terenie gminy Olsztynek.
W okolicy 1,5 km na północ od Orzechowa znajdują się jeziora – Głęboczek Mały (2 ha pow.), Głęboczek Duży (4,57 ha). Tereny bardzo ciekawe pod względem krajobrazowym, duże obszary leśne i bagienne przyciągają turystów. Wśród drzew dominuje sosna (bory sosnowe), świerk, modrzew, dąb, brzoza, olcha, buk. Przeciętny wiek drzewostanu wynosi 50 lat.

## Historia
Wieś powstała prawdopodobnie w roku 1575 w dobrach kapituły warmińskiej. Założono ją jako osadę młyńską, zasiedloną przez Polaków. Dane z lat 1785 i 1820 określają Orzechowo jako „królewską wieś chłopską”, z 15 domami i 85 mieszkańcami. 
Na początku XX w. założono cmentarz katolicki. W 1910 r. z inicjatywy ks. Proboszcza Kierszpowskiego zbudowano kościół katolicki pod wezwaniem Jana Chrzciciela (do tego czasu Orzechowo należało do parafii Butryny), konsekrowany 12 lipca 1913 r. przez bp. Edwarda Herrmanna. W latach 1930–1935 proboszczem w Orzechowie był ks. Albin Wenskowski (później objął probostwo we Wrzesinie). W 1939 r. mieszkało tu 14 rodzin, była szkoła, dom parafialny dla starszych ludzi, kuźnia. 
Po 1945 r. Orzechowo podlegało pod parafię w Gryźlinach. Wieś uległa wyludnieniu w okresie PRL (lata siedemdziesiąte XX w.) na skutek działań pobliskiego ośrodka wypoczynkowego Urzędu Rady Ministrów w Łańsku. Ówczesne władze państwowe i PZPR dążyły do likwidacji wioski i przejęcia gruntów z przeznaczeniem m.in. na tereny łowieckie. W 1953 r. w Orzechowie wypoczywał prymas Stefan Wyszyński (przebywał 10 dni). W tym czasie we wsi mieszkało 20 kobiet i jeden mężczyzna (wieś była już w połowie wyludniona). W 1977 roku ze wsi wyjechali do Niemiec ostatni mieszkańcy (rodzina Biehs). W 1991 r. bp Edmund Piszcz reaktywował parafię w Orzechowie (z rezydencją proboszcza w Pluskach). 
W 2005 r. mieszkało w Orzechowie 12 osób.

## Zabytki
- Kościół neogotycki, wybudowany w 1910, smukła wieża dobudowana w 1913. W wyposażeniu barokowy ołtarz oraz dwa żyrandole w kształcie dzwonów[7]. Starszy jest drewniany – upamiętnia mieszkańców poległych podczas I wojny światowej mieszkańców wsi. Umieszczono na nim 43 nazwiska, m.in.: Kowalewski, Hoh, Choina, Mathiak, Biernath, Baczewski, Zacheja, Sopella, Baszkrowith, Kasprowski, Kottkowski, Michalczik, Czeczko, Oppenkowski, Urban, NIemierza, Balewski, Jurewith, Quitek, Wieczorek, Piotrasch, Popowski, Bendorza, Broch. Drugi wykonany z poroży jeleni jest darem od koła łowieckiego, w 2010, z okazji stulecia świątyni. Na wyposażeniu neogotycki konfesjonał szafowy oraz organ. Na witrażach przedstawiono sceny z życia Jana Chrzciciela, patrona kościoła. 26 stycznia 2000 roku kościół w Orzechowie został wpisany do rejestru zabytków na listę dóbr kultury.
- Cmentarz przykościelny, podzielony na dwie części – starą i nową. Znajduje się przy drodze do Plusek, czynny jest jeszcze cmentarz katolicki, założony na początku XX w.